# 北アンダマン島

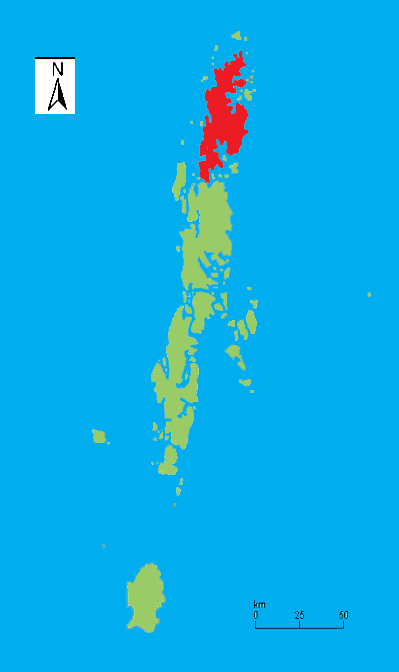
アンダマン諸島の地図。北部にある赤色で示す島が北アンダマン島。

北アンダマン島（きたアンダマンとう、英North Andaman Island）は、アンダマン諸島北部の島。面積は1,376平方キロメートルで、主な町はDiglipur。
豊かな海で知られており、イネとオレンジの栽培が主な産業となっている。島には海抜738メートルのサドル峰が聳え、諸島の最高峰である。
北アンダマン島は頻繁に大地震に遭い、2004年のスマトラ島沖地震では浸水で苦しんだ。

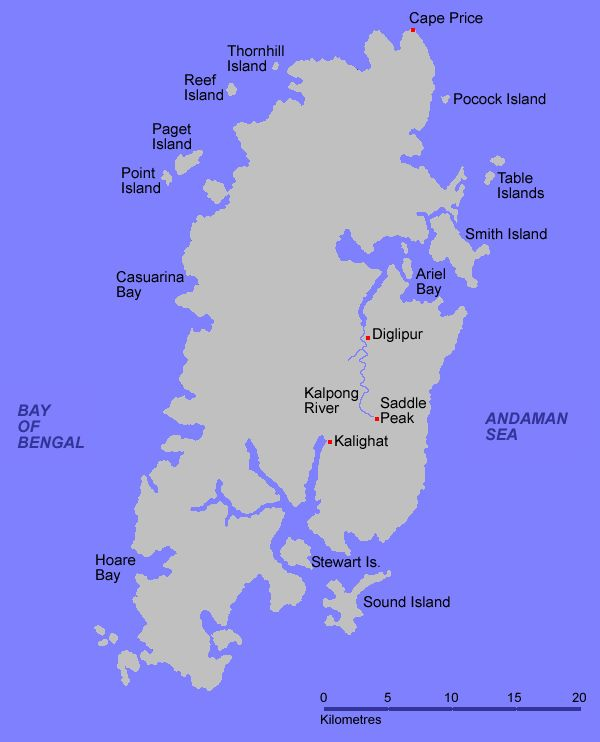
島内地図